# Nowa szkoła ewangelicka w Nowej Rudzie
Nowa szkoła ewangelicka w Nowej Rudzie – zbudowana w Nowej Rudzie w 1896 r.

## Historia
Obiekt wzniesiony z cegły w stylu neogotyckim i neorenesansowym nawiązującym do architektury holenderskiej. Przed 1945 r. w budynku mieściła się nowa szkoła ewangelicka, do której w latach 30 XX w. uczęszczało do 200 uczniów rocznie. Stara szkoła ewangelicka znajdowała się w kamienicy przy ul. Kolejowej 12. Obecnie Przedszkole Miejskie nr 1 Plastuś. 